# Southport (Canada)
Southport is een plaats in de Canadese provincie Newfoundland en Labrador. De plaats bevindt zich aan de oostkust van het eiland Newfoundland en maakt deel uit van het local service district Caplin Cove-Southport.

## Geografie
Southport ligt aan een kleine natuurlijke haven aan het beginpunt van Southwest Arm, nabij de overgang van die zeearm in het zeegat Random Sound. Het dorp ligt direct ten noorden van Gooseberry Cove, aan het eindpunt van provinciale route 204.

## Geschiedenis
In 2004 kende het gemeentevrije dorp Southport voor het eerst een beperkt lokaal bestuur doordat het deel ging uitmaken van het nieuw opgerichte local service district (LSD) Caplin Cove-Southport.

## Demografie
Tussen 1991 en 1996 daalde de bevolkingsomvang van Southport van 134 naar 124. Doordat Southport deel is gaan uitmaken van de designated place Caplin Cove-Southport worden er niet langer aparte censusdata voor de plaats bijgehouden.